# Minzuhotellet
Minzuhotellet er en af de ti store bygninger i Beijing i Folkerepublikken Kina, som blev bygget i forbindelse med tiårsjubilæummet for Folkerepublikken i 1959. Det har huset mange udenlandske delegationer, og gerne til pressekonferanser. Hotellet har 10 etager og 507 rum.
Hotellet ligger i den vestlige del af Chang'an-avenyen.
39°54′23″N 116°21′39″Ø / 39.90642°N 116.360858°Ø